# إيوفيميا الكييفية
إيوفيميا فلاديميروفنا (الأوكرانية: Євфимія Володимирівна؛ الروسية: Евфимия Владимировна؛ المجرية: Eufémia)؛ والمعروفة أيضا باسم  إيوفيميا الكييفية (توفيت 4 أبريل 1139)؛ أصبحت ملكة المجر من خلال زواجها من كالمان المتعلم .
هي ابنة فلاديمير الثاني أمير كييف المعظم وزوجته الثانية التي يعتقد أنها ابنة إحدى نبلاء البيزنطيين، أصبحت متزوجة من كالمان ملك المجر حوالي عام 1112. ومع ذلك فإن زوجها الذي كان يعاني من مرض خطير قبض عليها في حالة الزنا وأعادها على الفور نحو كييف، وأنجبت إيوفيميا ابنها بوريس في 1114 ببلاط والدها، لكن الملك كالمان لم يعترف بأبويته، وبعدها عاشت في دير بالقرب من كييف حتى وفاتها، وإما ابنها طالب بالعرش المجري مع وفاة ابن كالمان إسطفان الثاني في 1131 بعهد الملكين بيلا الثاني وابنه غيزا الثاني، إلا أنه فشل.
تعتبر إيوفيميا عمة يوفروزينا ملكة المجر منذ عام 1146 قرينة غيزا الثاني.